# Gambolò
Gambolò est une commune italienne de la province de Pavie, dans la région Lombardie.

## Administration
| Période                                  | Période | Identité | Étiquette | Qualité |
| ---------------------------------------- | ------- | -------- | --------- | ------- |
|                                          |         |          |           |         |
| Les données manquantes sont à compléter. |         |          |           |         |

### Hameaux
Belcreda, Garbana, Remondò.

### Communes limitrophes
Borgo San Siro, Mortara, Tromello, Vigevano.

## Jumelages
- Kýrros (Grèce) ;
- Mālpils novads (Lettonie).